# Nouvelle gouvernance hospitalière
La nouvelle gouvernance hospitalière fait partie des nouvelles mesures du plan hôpital 2007 en France. Elle a trois objectifs :
- responsabiliser le personnel soignant et non soignant ;
- élargir l'autonomie de l'établissement ;
- instaurer des contrats entre les différents acteurs de la santé.

Concrètement il s'agit de mettre en place des pôles d'activité : les services hospitaliers qui sont déjà un regroupement d'unités médicales vont à leur tour se regrouper au sein de pôles. Ce nouveau découpage de l'hôpital répond avant tout à une logique économique : il s'agit de mutualiser les ressources afin de limiter les dépenses. Les hôpitaux sont libres d'élaborer les pôles. On peut trouver par exemple un pôle de médecine regroupant les services de cardiologie, néphrologie, oncologie, etc. ou encore un pôle de chirurgie avec les services de chirurgie viscérale, cardiaque, etc. Plusieurs approches sont possibles suivant que l'on penche vers une logique d'organe ou une logique de prise en charge du patient.
On attribue aux pôles une délégation de gestion — gestion du personnel, enveloppes d'investissement, contractualisation d'objectifs, etc. — ainsi que des modalités de fonctionnement. Généralement on retrouve à la tête d'un pôle un responsable de pôle, un cadre de santé et un cadre administratif de pôle. Ce dernier accompagne l'entité sur la gestion financière : tableaux de bord, prévisions, etc. Ces trois personnes sont membres de plein droit du conseil de pôle.